# Un rey en La Habana
Un rey en La Habana és una pel·lícula d'Espanya dirigida per Alexis Valdés del 2005, i protagonitzada per Antonio Dechent, Manuel de Blas, Manuel Manquiña, Alexis Valdés, José Téllez, Yoima Valdés, Alicia Bustamante, Carmen Machi.
Conegut a Espanya pel seu treball com a humorista, el cubà Alexis Valdés escriu, dirigeix i protagonitza aquesta comèdia desenfrenada. Yoima Valdés és la protagonista femenina, Yoli, que fa perdre el cap a Papito, i Alicia Bustamante és la perversa Caimana. Manuel de Blas, Anthony Blake o Manuel Manquiña són alguns dels coneguts secundaris de la cinta.

## Sinopsi
Papito és un jove actor criat a "El Mamey", en un barri marginal de l'Havana. La passió de la seva vida és Yoli una mulata espectacular amb la qual sali des que eren nens. No obstant això, a la primera oportunitat "La Caimana", mare de Yoli i tota una institució de la màfia en la zona, li tendeix un parany a Papito amb una exuberant veïna. Així aconsegueix que Yoli, encara al seu pesar, es decanti per Don Arturo, un adinerat espanyol que vol casar-se amb ella, i portar-la a Espanya.
Don Arturo arriba a Cuba carregat de promeses i souvenirs. Però el milionari no dura més de 24 hores. En el seu primer "clau" amb Yoli sofreix un infart per sobredosi d'un estimulant sexual. En la família condeix el pànic: Han perdut la gran oportunitat que els anava a treure de la misèria.
Quan Papito pensa que res podia anar pitjor, rep un "encàrrec" de "La Caimana". Ha de fer-se passar pel mort, viatjar amb Yuri (germà de Yoli) a Espanya i portar-se tots els diners que pugui. Malgrat el perill i les amenaces, Papito creu que és una oportunitat per a recuperar al seu amor i accepta el tracte.
Per a sortir d'aquest garbull, Papito haurà d'aguditzar el seu enginy i servir-se de la seva doble personalitat.

## Repartiment
- Alexis Valdés (Papito/Don Arturo)
- José Téllez (Yuri)
- Yoima Valdés (Yoli)
- Alicia Bustamante (La Caimana)
- José Alias (Pistolita)
- Manuel de Blas (Cayetano)
- Anthony Blake (El Mag)
- Antonio Dechent (Chano)
- María Isabel Díaz (La Gorda)
- Paulina Gálvez (Gabriela)
- Carmen Machi (Estrella)
- Manuel Manquiña (oficial de policia)

## Nominacions
Carlos Lozano, Reyes Abades, Alberto Esteban, Pablo Núñez i Ana Nuñez foren nominats al Goya als millors efectes especials.